# Žižkův dub (Kott)
Žižkův dub je romantická zpěvohra (singspiel) o dvou dějstvích českého skladatele Františka Bedřicha Kotta na libreto, které vytvořil spisovatel Matěj Mikšíček úpravou původního libreta Václava Klimenta Klicpery z roku 1826. Premiéru měla 28. listopadu 1841 v brněnském Městském divadle (nyní divadlo Reduta). Je to první česká opera domácího skladatele provedená na Moravě.

## Vznik, charakteristika a historie díla
Na přelomu 30. a 40. let brněnské městské divadlo, po vzoru pražského Stavovského divadla, experimentovalo s českými představeními včetně zpěvoherních. Bylo uvedeno několik zpěvoher v českém překladu a ve dnech 21. listopadu a 22. prosince 1840 byl s nemalým úspěchem uveden Škroupův Dráteník. To zřejmě povzbudilo varhaníka u sv. Petra a Pavla a člena divadelního orchestru, aby uplatnil vlastní práci. Jako text posloužilo libreto historické komické zpěvohry osvědčeného dramatika Václava Klimenta Klicpery, které bylo vydáno již roku 1826 a dosud nebylo zhudebněno; pro Kottovy účely je upravil brněnský obrozenecký novinář a divadelní organizátor Matěj Mikšíček. V provedené formě měla tato opera formu singspielu s předehrou a jedenácti zpěvními čísly.
Kottovu zpěvohru nastudovali v češtině herci a zpěváci městského divadla, přestože většina z nich nebyla rodilými Čechy; podle kritiky v České včele vesměs „dobrou výslovností se vyznačili“. Brněnské noviny Moravia však varovaly, že „výkony svěřené silám, které stojí české opeře k dispozici, mohou stěží vyhovět přísnějším kritériím“. Úlohu kováře Darovína napsal Kott pro oblíbeného brněnského zpěváka Josefa Dvořáka (1806–1869), avšak ten z neznámých důvodů nakonec hrát nemohl, což podle mínění tisku ubralo na ohlasu opery u obecenstva. Zaskočil za něj tedy při premiéře kapelník Karel František Rafael (1795–1864) – mohl tak učinit, protože Kott dirigoval svou zpěvohru sám – a při repríze František Martinec. Kritika nejvíce chválila slečnu Marii Linggovou v roli kovářovy dcery Eližběty, dále hráli a zpívali Wolf, Scharf, Diška (Disska), paní Martincová roz. Špechtmayerová, Sinetti, Ruber a Kraus.
Obsáhlou kritiku zpěvohry, zejména její hudební části, přinesl časopis Moravia. Jeho recenzent poukázal na příbuznost se známými předobrazy německé zpěvohry, zejména Čarostřelcem C. M. von Webera a Noclehem v Granadě Conradina Kreutzera. Poznamenal, že „kompoziční nadání pana Kotta se projevuje šťastněji ve sféře tzv. velkého stylu než v komickém žánru“, a spíše než melodickou stránku vyzvedával Kottovu obratnost kontrapunktickém vedení vícehlasů, což byl „důkaz jeho píle a dobré školy“. Vytýkal jistou harmonickou jednotvárnost – přílišné využívání tóniny E dur – která byla na újmu charakterizaci situací. Recenzi zakončil konstatováním: „Mladému skladateli, jehož vyzýváme se srdečnou radostí k dalším podobným kompozičním pokusům, bylo prostřednictvím nedílných ovací vysloveno plné uznání za jeho krásné dílo.“
Brněnský dopisovatel pražských České včely pod jménem Zdislaw při recenzi reprízy vyzvedával hlavně vlastenecký význam „této první na půdě Moravské vzniklé zpěvohry“. O samotném díle konstatoval: „Kus tento – vyjmu-li hudbu, v nížto, dle výroku znatelů, živel Slovanský znamenitě převládá, třeba že v některých místech vzory cizí následovány byly – neuspokojil v celku obecenstvo naše, anoť jiných kusů lépe obsazených vídávalo.“ Podle muzikologa Jana Trojana Kottův Žižkův dub „neprokázal autorovy originální tvůrčí schopnosti“.
Kottův Žižkův dub měl jednu reprízu, a to 2. ledna 1842 (ve starší literatuře uváděný údaj o představení v němčině 28. října 1841 je mylný). 19. října 1842 dirigoval skladatel předehru k Žižkovu dubu na vlastenecké akademii v Ivančicích. V divadle však tato opera již uvedena nebyla; ostatně od roku 1843, s nástupem nového ředitele Josefa Glöggla (1799–1858), česká představení v brněnském městském divadle přestala.
Kott následně pracoval na opeře z české historie, ale v německém jazyce, totiž Dalibor im Gefängnissthurm auf dem Hradschin in Prag od Antona Franze rytíře von Pergera (1809–1876); ta však zřejmě nebyla dokončena, pouze roku 1844 z ní byla provedena jedna scéna v brněnském divadle v rámci tzv. quodlibetu.
Na počátku 60. let 19. století přepracoval Kottovu práci skladatel Adolf Albert Pozděna k soutěži vyhlášené 10. února 1862 hrabětem Harrachem anonymně pod mottem „Cíl se hlukem nedosáhne, tiše růže vykvěte“. Tato verze měla tři dějství (původní první a druhý obraz 2. dějství byly osamostatněny) a nesla název Poklad (nebo též Nejdražší poklad). V hodnocení poroty soutěže (hodnotily se samostatně libreto a hudba) bylo libreto odmítnuto jako nepůvodní (cenu získal František Šír za Drahomíru), v hodnocení hudby Josef Krejčí vytknul zejména slabý závěr (cenu získal Bedřich Smetana za Branibory v Čechách). Tato verze nebyla jako celek provedena, pouze roku 1865 dvojzpěv Elišky a Kasala a v roce 1866 recitativ a árie Dalibora. Ještě roku 1880 hrála dvě scény z druhého jednání Žižkova dubu v brněnském besedním domě rovněž Pištěkova divadelní společnost na počest zasloužilého vlastence F. B. Kotta, rovněž ve sborové praxi některá čísla ještě přežívala do počátku 20. století.
Rukopis Kottovy opery se nachází v Českém muzeu hudby, notový materiál v archivu Pražské konzervatoře.

## Osoby
- Darovín, zbrojní kovář
- Eližběta (Eliška), jeho dcera
- Dalibor, panoš
- Kasal, panoš
- Jaroš, mladý kovář
- Sudiprav, písák
- Miluška, jeho dcera
- Samostřel, mladý lovec
- Loupežníci, kováři, zbrojnoši

## Děj opery
[Děj je uveden podle Klicperova původního textu bez zohlednění Mikšíčkových úprav; místa zpěvních čísel uvedena podle recenze v Moravii.]

### 1. dějství
(Darovínův byt, časně ráno) V kovárně přiléhající k bytu vyhlášeného mistra kováře a zbrojíře Darovína si jeho tovaryši zpívají k práci. Darovínova dcera Eližběta vbíhá a bojí se o svého otce, který zjevně dnešní noc nestrávil ve svém loži (č. 1 modlitba Eližběty). Darovín se právě vrací, k smrti vyděšený. Byl v noci u dubu, jehož tříska podle pověsti oslepila husitského vojevůdce Jana Žižku a pod kterým má být ukrytý poklad. Darovín se ho odvážil hledat na popud snu a skutečně našel nádobu plnou mincí, avšak za cenu obrovského strachu a úzkosti, které se přenášejí i na Eližbětu (č. 2 duet Eližběty a Darovína). Pak jí připomíná, že dnes má přijít na návštěvu panoš Dalibor, syn Darovínovy sestřenice a frekventant vojenské školy na hradě Žerotíně. Neviděl ho už deset let, ač dlouhodobě financuje jeho výchovu a vychvaluje ho Eližbětě. Ta ale miluje mladého kováře ze sousední vsi, Jaroše.
Dalibor přichází do kovárny se svým spolužákem, rozverným panošem Kasalem. Když na nikoho nenarazí, jde Dalibor hledat strýce, ale zatím Eližběta vstoupí a vítá Kasala jako svého domnělého strýce. Kasal se do ní v mžiku zahledí, a proto jí omyl nevyvrací a ihned ji žádá o lásku; Eližběta se zdráhá (č. 4 duet Kasala a Eližběty). Kasal poté přesvědčí i svého přítele, aby na jejich záměnu alespoň dočasně přistoupil. Dalibor se navíc během své chvilkové nepřítomnosti stihl zamilovat do Milušky, dcery zdejšího hradního písáka Sudiprava. Když pak Darovín mluví s Kasalem, má ho za Dalibora. Avšak jeho námluvy o Eližbětu odmítá; ta potřebuje mohovitého ženicha a Dalibor mohovitou nevěstu. Je ochoten domnělému Daliborovi svou dceru dát jen tehdy, pokud i on sám přinese poklad zpod Žižkova dubu. Mistrovi se však líbí, jak mu Kasal pochlebuje coby nejlepšímu kováři v Čechách, a pěje chválu svého stavu; Kasal a Dalibor mu přizvukují (č. 4 tercet Dalibora, Darovína a Kasala).
V rozhovoru Darovína s Daliborem a Kasalem málem vyjde záměna panošů najevo, přeruší je však příchod namyšleného písáka Sudiprava, který si nechává u kováře vyrobit okovanou truhlici na peníze. Poté přichází Jaroš a i on žádá Darovína o Eližbětinu ruku, tentokrát s dívčinou podporou. Ale Darovín i jeho odmítá. Sám má za to, že za svůj dlouhodobý blahobyt vděčí tomu, že do krovu své kovárny při stavbě vetkl třísku ze Žižkova dubu. Jen jestli se i Jaroš odváží uloupnout z pověstmi opředeného stromu o půlnoci třísku pro svou dílnu, uvěří Darovín, že Jarošovo řemeslo pokvete, a Eližbětu mu svěří. To kovářský mistr stvrzuje přísahou před všemi tovaryši i Eližbětou, která se o Jaroše strachuje, avšak ten se od plánu nedá odradit. Všichni vyzývají lásku, aby stála při Jarošovi na ochranu (č. 5 finále s duetem Eližběty a Jaroše a Eližběty a Kasala).

### 2. dějství
(1. obraz – Pod hradem Zákolanským, před jedenáctou hodinou noční) Lesem prchají loupežníci; jsou jim v patách hradní zbrojnoši a prý se již zmocnili jejich vůdce (č. 1 vícehlas). Zatímco za scénou loupežníky jednoho po druhém zabíjejí, setkávají se Dalibor a Kasal. Kasal se chystá hledat poklad u Žižkova dubu, zatímco Dalibor tam má shodou okolností noční schůzku s Miluškou. Proto musí každý z nich postrádat pomoc přítele, s níž pro svůj zámysl počítal…
(2. obraz – U Žižkova dubu na pokraji lesa, kolem půlnoci) Ze země zní pochmurný chór. Lovec Samostřel ho považuje za zpěv duchů Žižky a jeho soudruhů, kteří přebývají ve staletém dubu. Bojí se jich, ale jakýsi černokněžník mu prorokoval, že uzme-li o půlnoci na nejvyšší větvi Žižkova dubu vejce z jestřábího hnízda, stane se nejlepším lovcem v zemi. Samostřel vyleze na dub a vejce najde, ale v tom se přiřítí pronásledovaný vůdce loupežníků a souká se také na strom, takže Samostřel nemůže slézt. A záhy na dub šplhá i Jaroš, aby uštípnul třísku z čerstvé větve. Tak se hned tři muži ocitnou v koruně dubu (č. 2 duet Jaroše a Samostřela).
Přikrade se Kasal. Přišel na nápaditý způsob, jak splnit Darovínovu podmínku a vykopat zpod Žižkova dubu poklad. Vykoumal, kam Darovín ukryl peníze, které našel minulé noci, a potají je sebral. Teď je zakopává pod dubem, aby je mohl obratem zase najít. Jeho počínání se zájmem pozorují muži ukrytí ve větvoví, zatímco Kasal vzdychá, co všechno jsou muži nuceni dělat pro dívčí přízeň (zpěv Dívky! vy se outlé zdáte). Pak se ukryje do houští, protože právě přibíhá Eližběta. Ta hledá Jaroše, o jehož život se obává (č. 3 modlitba Eližběty; č. 4 intermezzo Jaroše a Kasala a vokální kvartet – Eližběta, Jaroš, Kasal, Samostřel).
I Eližběta se ukryje, když přijde Sudipravova dcera Miluška, která jako jediná nemá z pověstí nejmenší strach. Má zde půlnoční milostnou schůzku s Daliborem. Ten je záhy zde a oba milenci vrkají, dokud se nemusí i oni schovat před přicházejícím Sudipravem provázeným zbrojnoši. Všechny viditelné i skryté přítomné vyděsí zpěv vycházející z podzemí, ale pak přijde Darovín a po drobných zádrhelech se všechny otázky vyřeší. Právoplatným majitelem pokladu je Sudiprav, který pod obávaným stromem zahrabal své peníze, dokud mu na ně Darovín nezhotoví pevnou truhlu. Prozradí se záměna Dalibora s Kasalem a Kasal se vzdává nároku na Eližbětu, zvláště když se Jaroš může nyní mistru kováři prokázat třískou ze Žižkova dubu. I Sudiprav svolí k sňatku Milušky s Daliborem – protože došla-li situace tak daleko, že si milenci dávají půlnoční dostaveníčka, je nutno jednat rychle, než bude rodinná čest nenávratně pošpiněna. A vůdce loupežníků je odhalen a zatčen a s ním i jeho zbývající druhové ukrytí v doupěti pod dubem – to oni strašili lidi jako „vojsko stínů“ i podzemním zpěvem (č. 5 sbor zdáli). Vše tedy dnešní noci dobře dopadlo a přítomní za to vzdávají díky rovným dílem Bohu a Žižkovu dubu (č. 6 finále).